# Padlock (dal)
A Padlock című dal az amerikai Gwen Guthrie eredetileg 1983-ban megjelent kislemeze, melynek Larry Levan mixét 1985-ben ismét megjelentették. A dal az azonos címet viselő Padlock című album beharangozó dala.

## Megjelenések
12" (Special Mix By Larry Levan)  Garage Records – PRO-21
- A1	Padlock (Short Vocal) 3:53
- A2	Padlock (Long Vocal) 6:54
- B1	Padlock (Short Vocal) 3:53
- B2	Padlock (Long Vocal) 6:54

## Slágerlista
| 1985 | Padlock (Special Mix by Larry Levan) | 102 | 25 | 13 |

## Közreműködő előadók
- Hangmérnök – Steven Stanley
- Hangmérnök – Benji Armbrister, Robert Moretti
- Közreműködik – Darryl Thompson, Gwen Guthrie, Robbie Shakespeare, Sly Dunbar, Wally Badarou
- Mix – Larry Levan
- Producer – Sly Dunbar & Robbie Shakespeare
- Írta – T. Smith